# 埃爾米納城堡

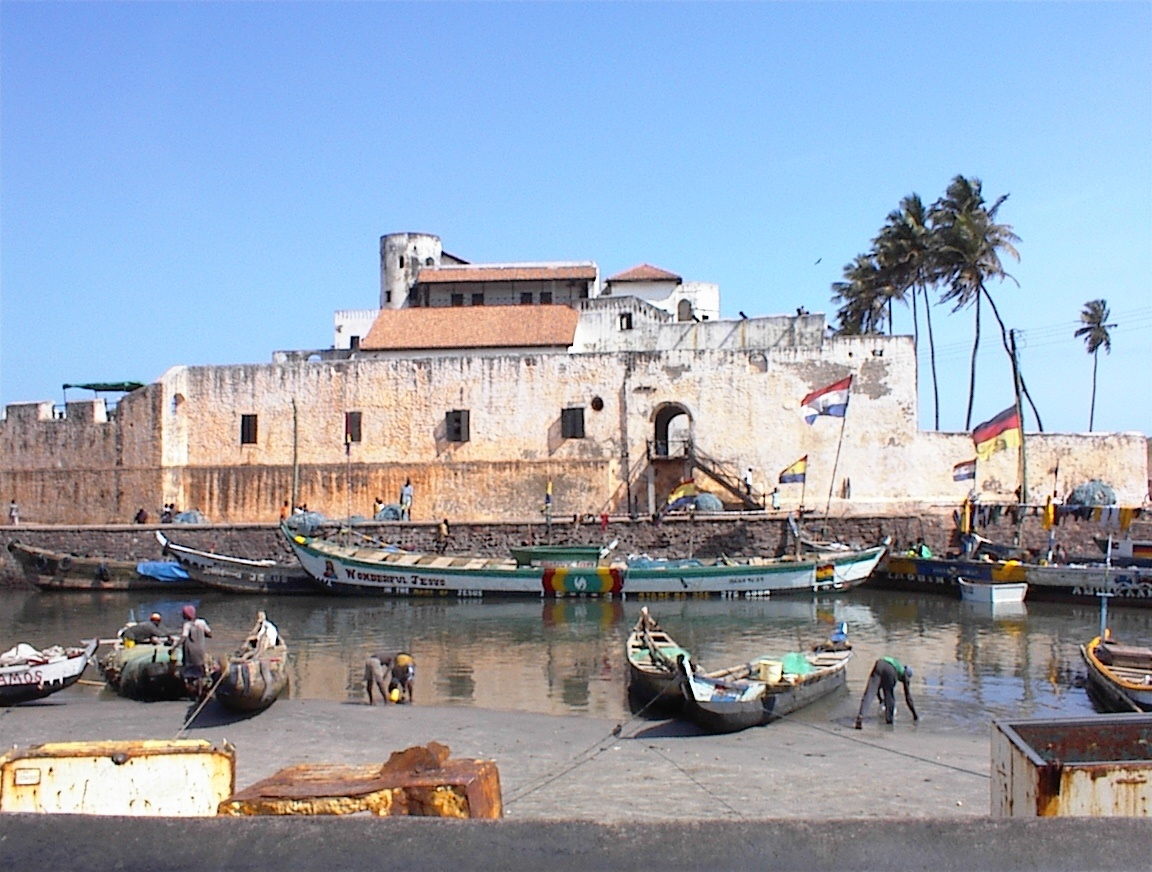

埃爾米納城堡（英語：Elmina Castle）是一座位於非洲的加納的城堡，联合国教科文组织世界遗产。

## 历史
15世紀時，葡萄牙一直擴張非洲的殖民地，阿方索五世委託斐南多·戈麥斯探索葡属黃金海岸。繼位的若昂二世則命人在本亞河河口建立埃爾米納堡，埃爾米納堡自此成為了葡萄牙於西非海岸的第一座城堡，成為了葡萄牙販賣黑奴、黃金及鑽石等貨品的基地。1637年，荷蘭從葡萄牙人手中奪去這座城堡，但200多年后，這座城易手為英國人所管治，但惟一無變的是這座城堡依然囚禁著大量的黑奴。